# Safe in Hell
Safe in Hell is een Amerikaanse dramafilm uit 1931 onder regie van William A. Wellman met in de hoofdrol Dorothy Mackaill. Destijds werd de film in Nederland uitgebracht onder de titel Veilig in de hel.

## Verhaal
Gilda Carlson is een prostituee uit New Orleans, die wordt verdacht van de moord op Piet van Saal. Met behulp van haar vriend Carl Bergen kan ze vluchten naar het Caribische eiland Tortuga. In een hotel vol criminelen maakt ze er kennis met Bruno, de beul van het eiland. Ze komt al spoedig te weten dat Van Saal nog in leven is en dat hij haar wil vermoorden. Bruno geeft haar een pistool om zich te verdedigen.

## Rolverdeling
| Acteur                 | Personage      |
| ---------------------- | -------------- |
| Dorothy Mackaill       | Gilda Carlson  |
| Donald Cook            | Carl Bergen    |
| Ralf Harolde           | Piet van Saal  |
| John Wray              | Egan           |
| Ivan F. Simpson        | Crunch         |
| Victor Varconi         | Generaal Gomez |
| Morgan Wallace         | Bruno          |
| Nina Mae McKinney      | Leonie         |
| Charles Middleton      | Meester Jones  |
| Clarence Muse          | Newcastle      |
| Gustav von Seyffertitz | Larson         |
| Noble Johnson          | Bobo           |
| Cecil Cunningham       | Angie          |